# Dambeck (Salzwedel)
Dambeck (Salzwedel) is een plaats en voormalige gemeente in de Duitse deelstaat Saksen-Anhalt, en maakt deel uit van de Landkreis Altmarkkreis Salzwedel.
Dambeck is een Ortschaft van de gemeente Salzwedel, die bestaat uit de drie Ortsteile Amt Dambeck, Brewitz en Dambeck. Amt Dambeck ligt rondom een oud klooster. Brewitz en Dambeck liggen respectievelijk 4½ en 6 kilometer ten zuiden van de stad Salzwedel. Het klooster van Amt Dambeck ligt een kilometer ten zuiden van het dorp Dambeck, aan de bovenloop van het riviertje de Jeetze. Twee kilometer ten westen van dit klooster ligt de naburige gemeente Kuhfelde.
De Ortschaft Dambeck (Salzwedel) telde eind 2023 in totaal 293 inwoners, van wie 102 te Brewitz, 21 te Amt Dambeck en 170 te Dambeck zelf.
Historisch belangrijk is hier het voormalige benedictinessenklooster. Dit nonnenklooster werd door een graaf uit het Huis Dannenberg vermoedelijk in 1224 gesticht, en de kloosterkerk en diverse gedeelten van het gebouwencomplex zijn tot aan de huidige dag bewaard gebleven. Na de Reformatie in 1542 raakte het kloostercomplex in bezit van de Heren Von der Schulenburg, die er tot 1670 een evangelisch-luthers damessticht handhaafden. Na de Dertigjarige Oorlog, waarin het klooster geplunderd werd, kwam het in bezit van een instelling te Berlijn, die de panden als middelbare school gebruikten, vanaf de 18e eeuw met een eigen boerderij. Tot in de DDR was er een landbouwschool in het klooster gevestigd. In 1991 vestigden zich hier weer enige monniken, die weliswaar evangelisch-luthers zijn, maar grotendeels de tradities van de kloosterorde der benedictijnen volgen; ook tegenwoordig leven deze broeders hier nog in deze kloostertraditie. De (biologische) boerderij voorziet in combinatie met talrijke ontvangen giften en subsidies in de levensbehoeften van de broeders. Het klooster is in een liefdadige instelling ondergebracht, die mede beoogt, onderdak te geven aan mensen, die om uiteenlopende redenen in nood verkeren. De giften en subsidies worden aangewend, om de gebouwen zo veel mogelijk te restaureren. Het voormalige proosdijgebouw is sinds 2015 een museum voor tijdelijke kunsttentoonstellingen, maar kan ook voor lezingen of concerten worden gehuurd.

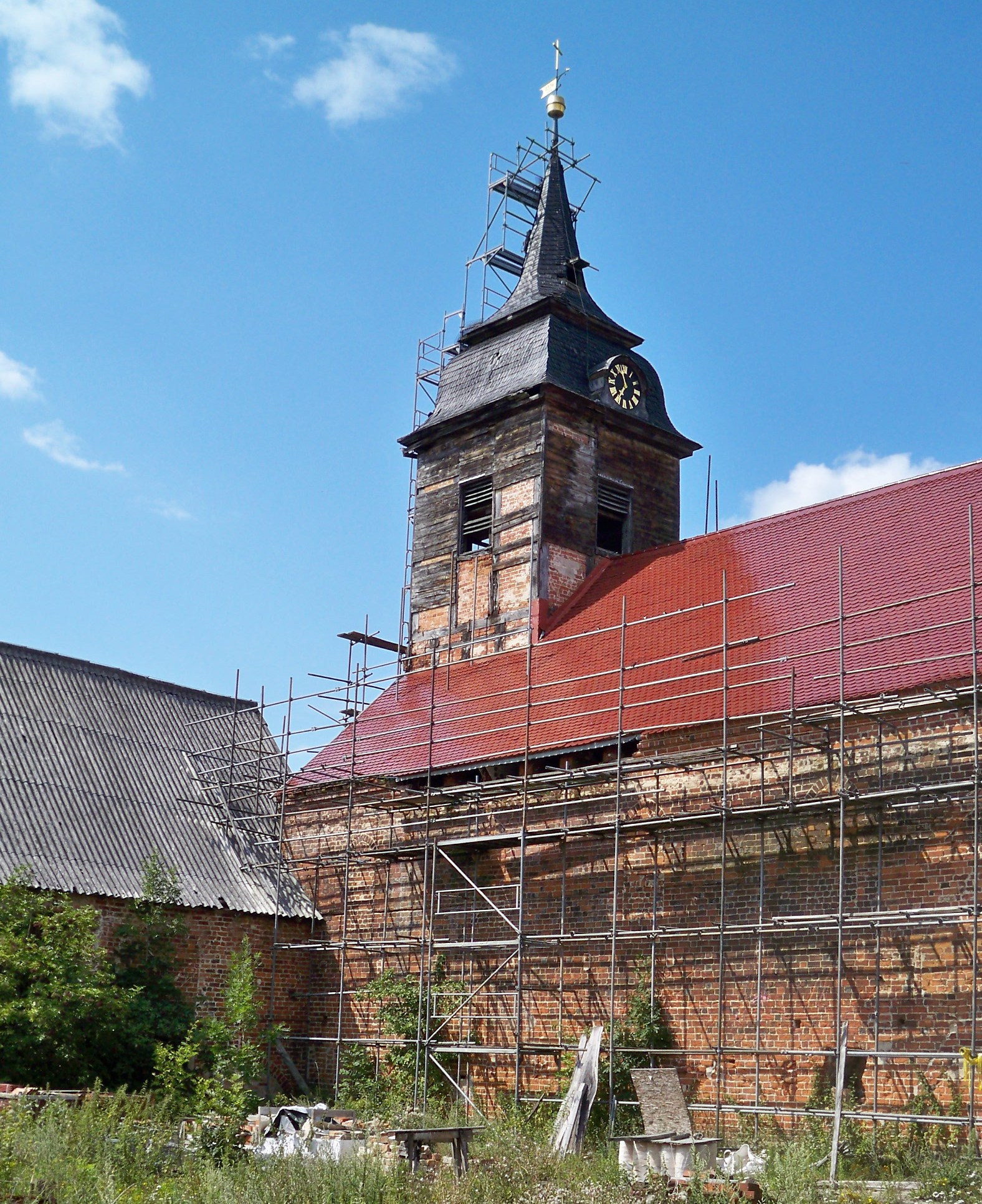
Kloosterkerk met gedeelte van het kloostergebouw (tijdens de restauratie, 2011)
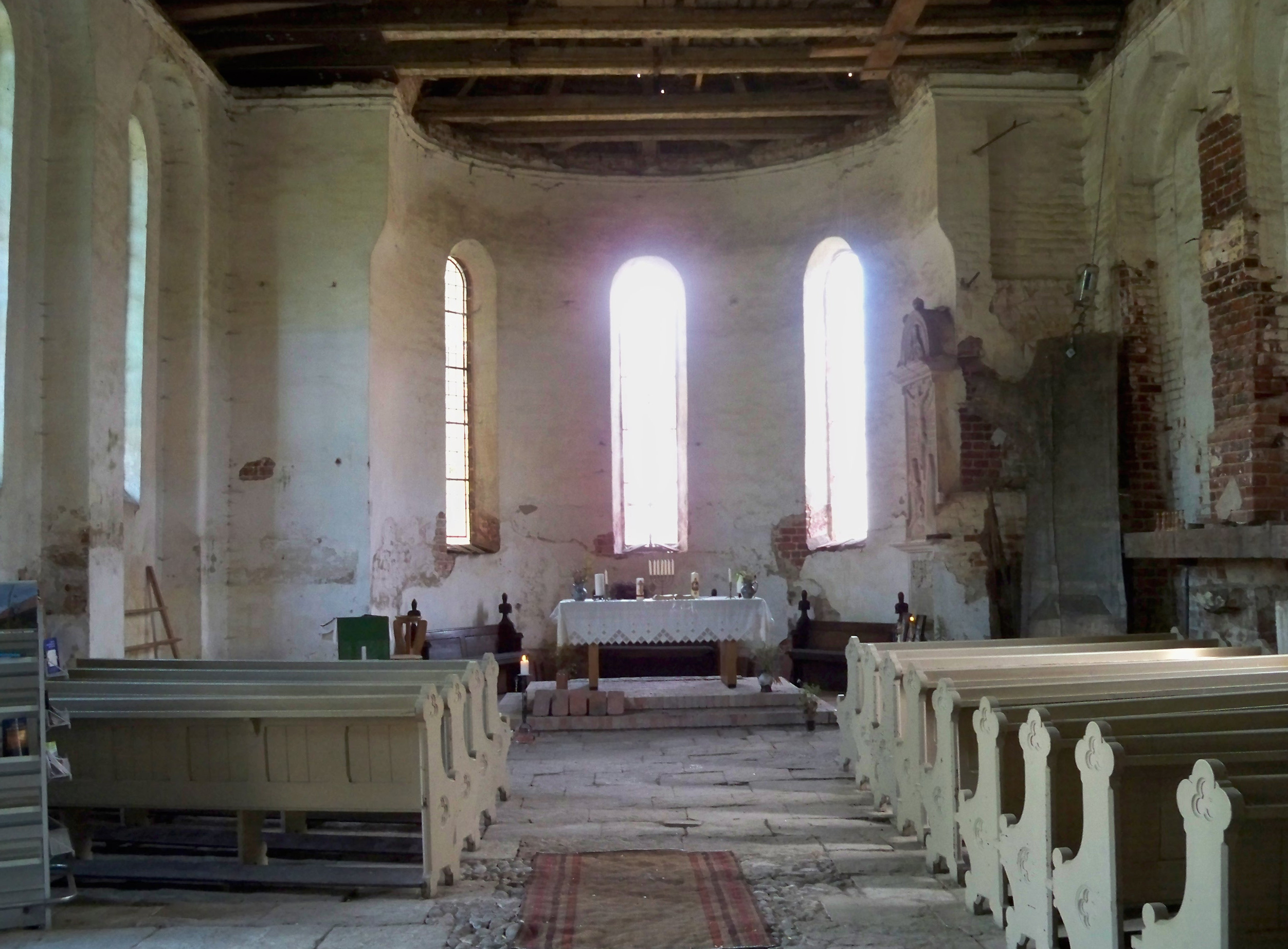
Kloosterkerk, altaar (2011)
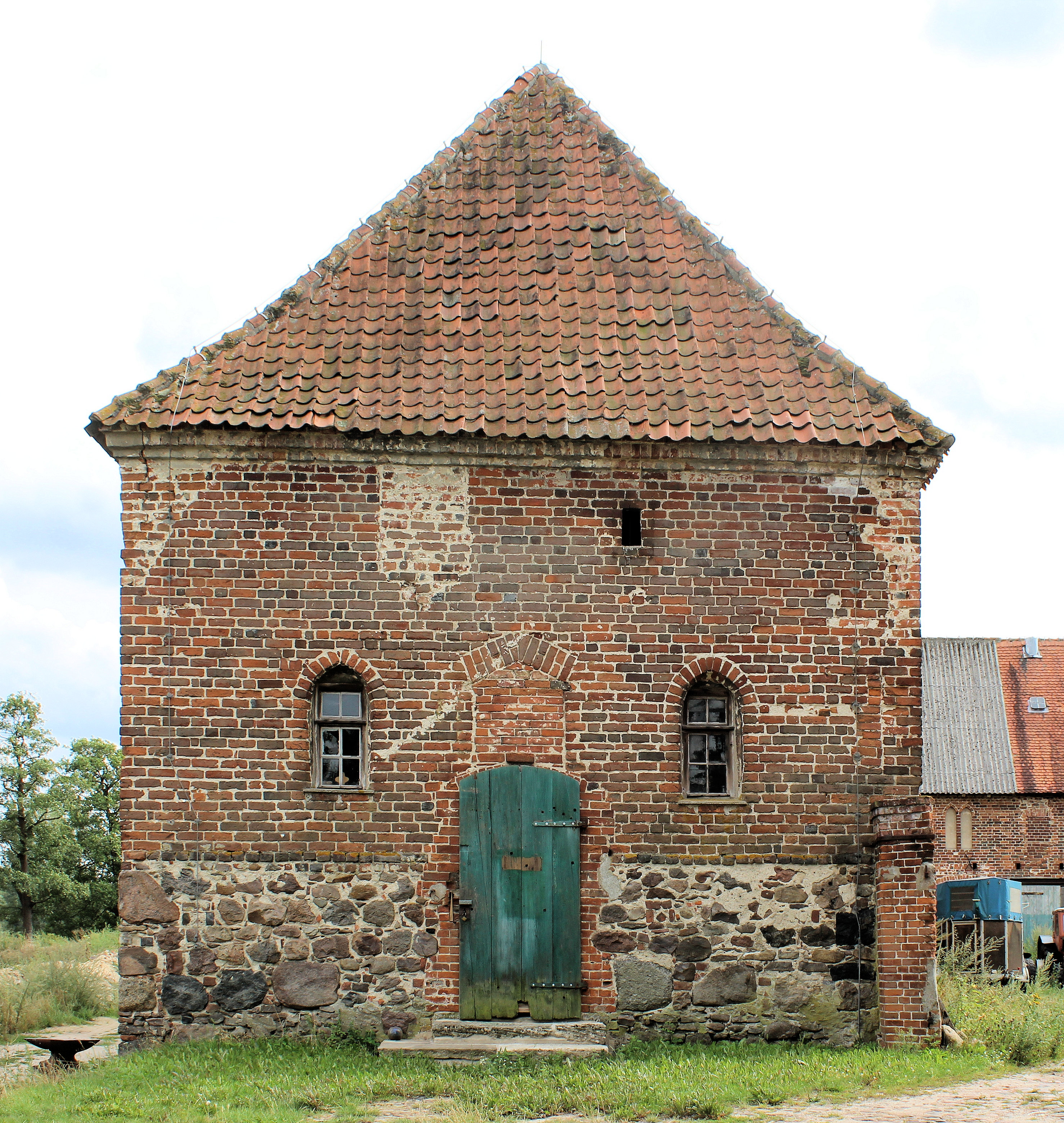
Voormalig kloosterhospitaal (2019)
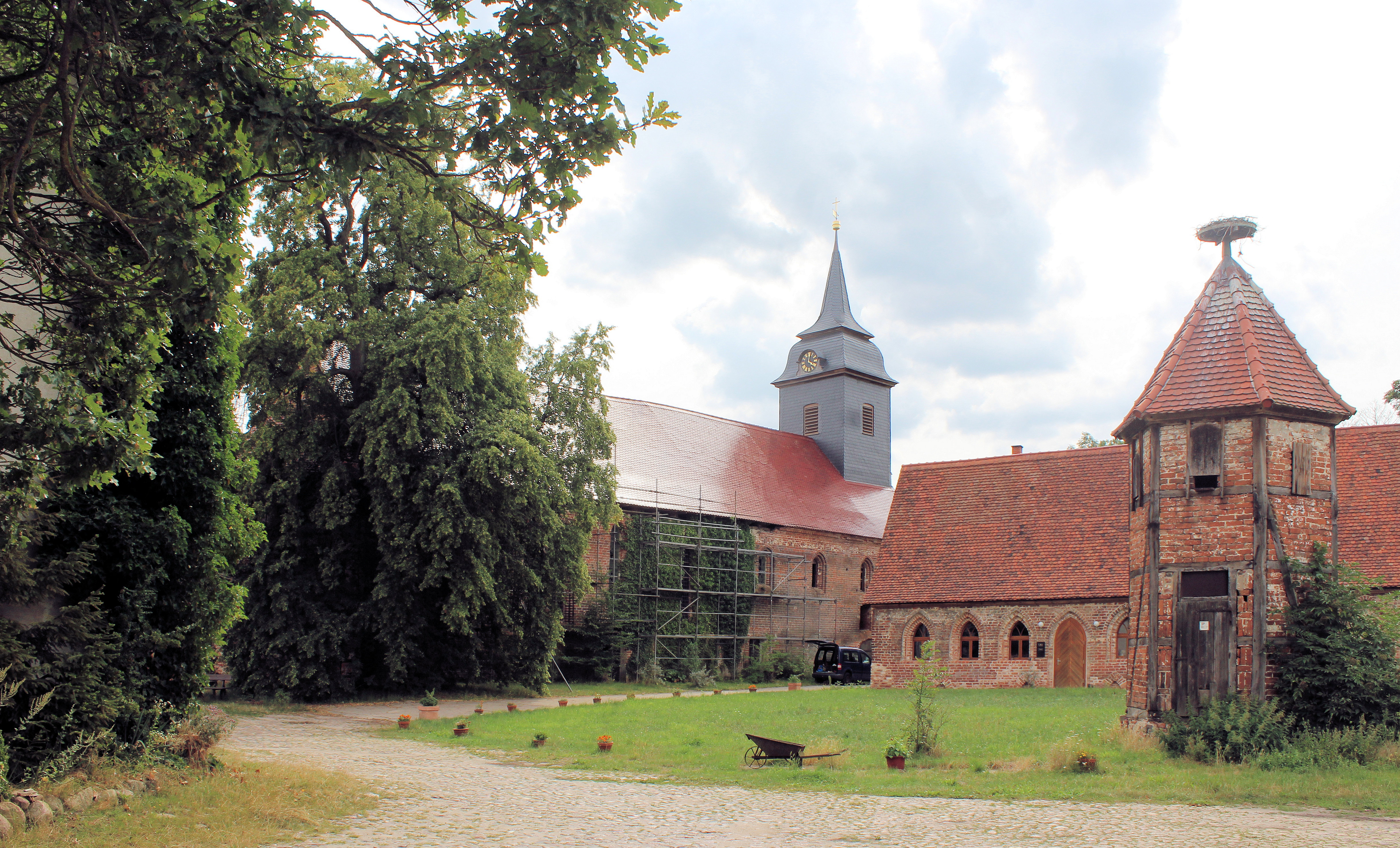
Kerk, duiventoren, proosdijgebouw (2019)
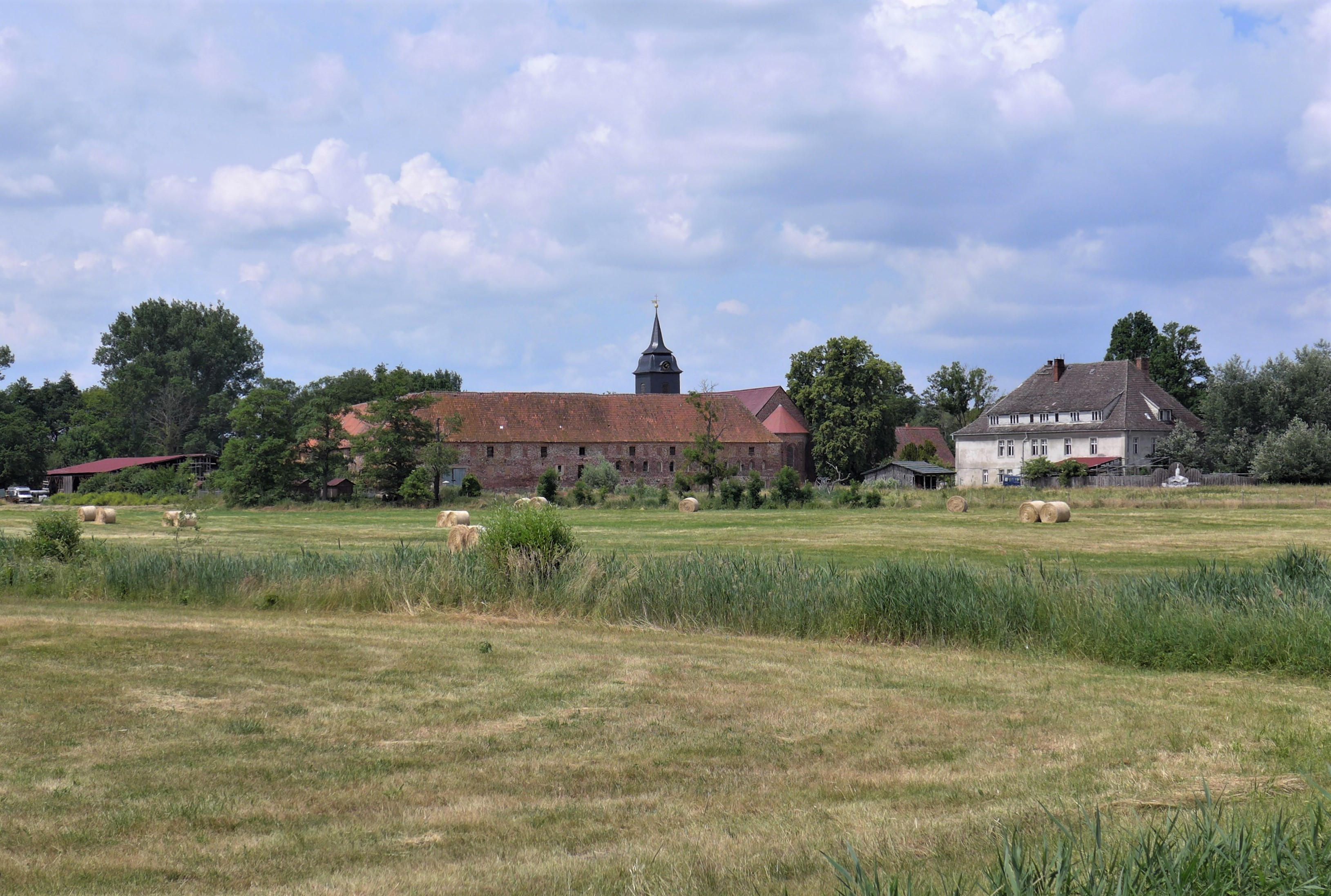
Gezicht op het klooster vanuit het zuiden
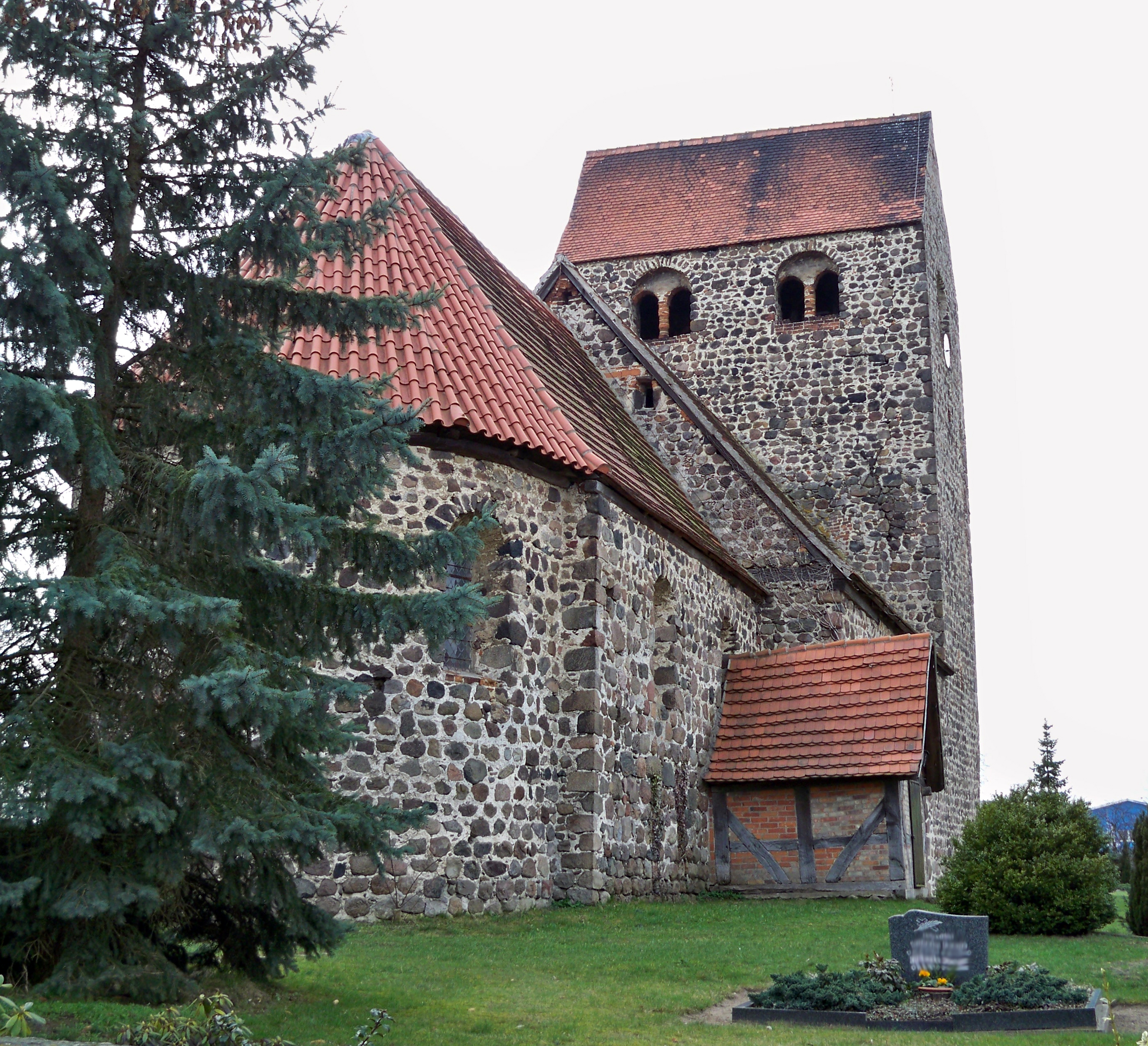
Dorpskerk te Dambeck (13e eeuw)
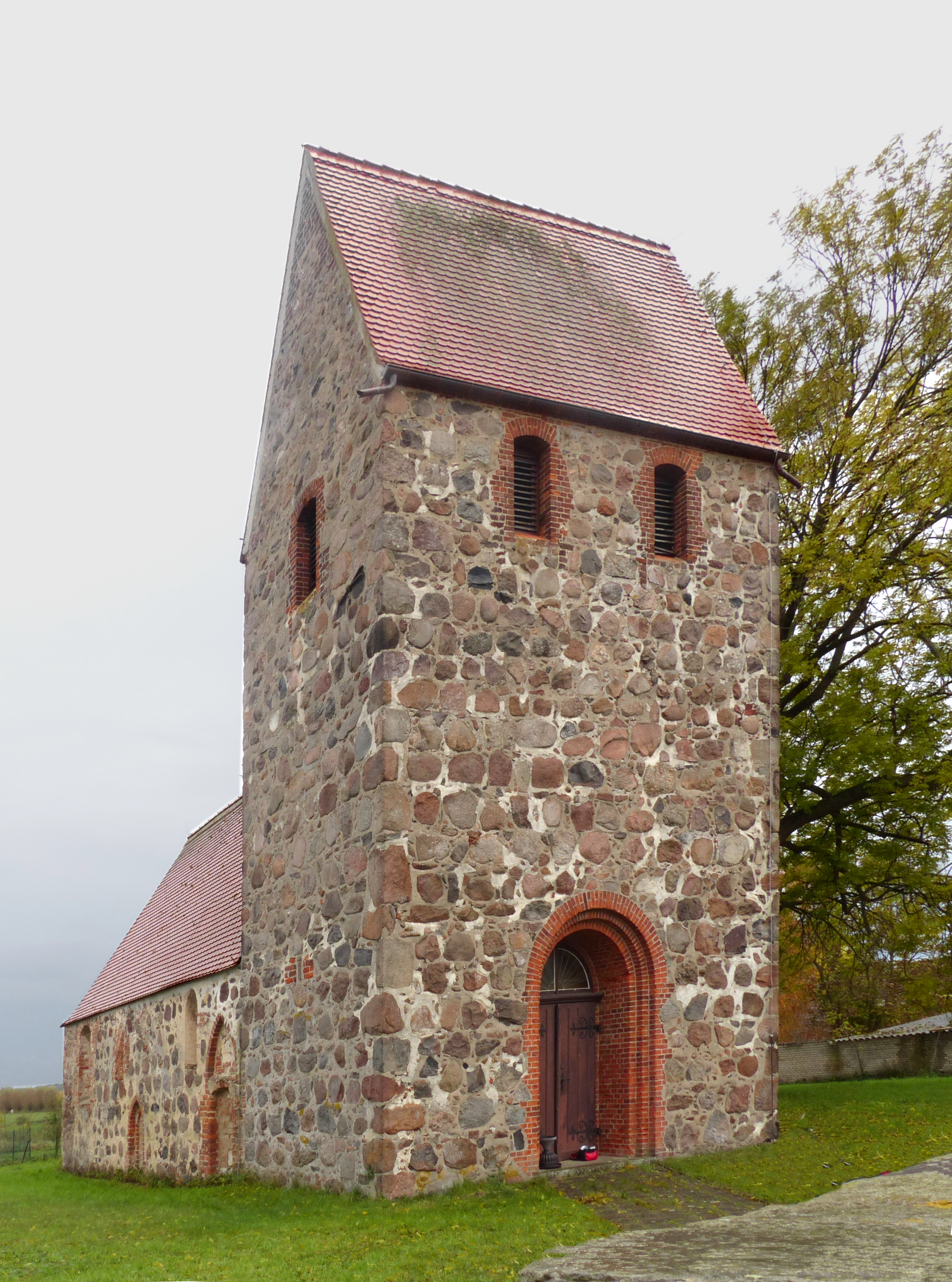
Dorpskerk te Brewitz (13e eeuw)